# 李诚铭
李诚铭（1978年4月11日—），是一名已经退役的中国职业足球运动员，司职后卫，曾长期效力于上海申花，目前他是杭州绿城的助理教练。
李诚铭曾经入选过中国少年队，在宝钢队时入选了上海第八届全国运动会的代表队。1997年，李诚铭进入了上海申花，虽然从来不是俱乐部的主力后卫，但是几乎每年都获得一定的出场机会，后期从资历上更加成为申花的元老级球员。
2008年，李诚铭获得了教练证书，除球员外还在俱乐部担任起一些助理工作。9月初，在主教练吴金贵离任时，他也以个人原因离开了球队，就此退役。他在上海申花一共效力了12个赛季，是俱乐部历史上迄今为止效力时间最长的球员。